# Zelleria maculata
Zelleria maculata is een vlinder uit de familie van de stippelmotten (Yponomeutidae). De wetenschappelijke naam van de soort werd in 1930 gepubliceerd door Philpott.